# Cundinamarca
Le Cundinamarca, est le plus peuplé des 32 départements de la Colombie.
Il se trouve sur les Andes occidentales au centre géographique du pays. La capitale de la Colombie, Bogota, est son chef-lieu bien qu'elle soit située à l'extérieur du département.

## Étymologie
Le nom de Cundinamarca est une déformation du quechua Kuntur marqa (Nid du condor). Les conquistadors espagnols en entendant ces deux mots les interprétèrent comme Cundirumarca, Cuntinamarca et finalement Cundinamarca, qui en espagnol pourrait dès lors signifier comarca ou province du condor. Namarca est une déformation du mot comarca ou marca, qui correspond au mot Marche en français. comarca del condor.

## Histoire

### XIXeetXXesiècles

La province de Bogota en 1810.
La province de Bogota en 1855.
L'État souverain de Cundinamarca en 1863.
Le département de Cundinamarca depuis 1886.

## Géographie

### Géographie physique

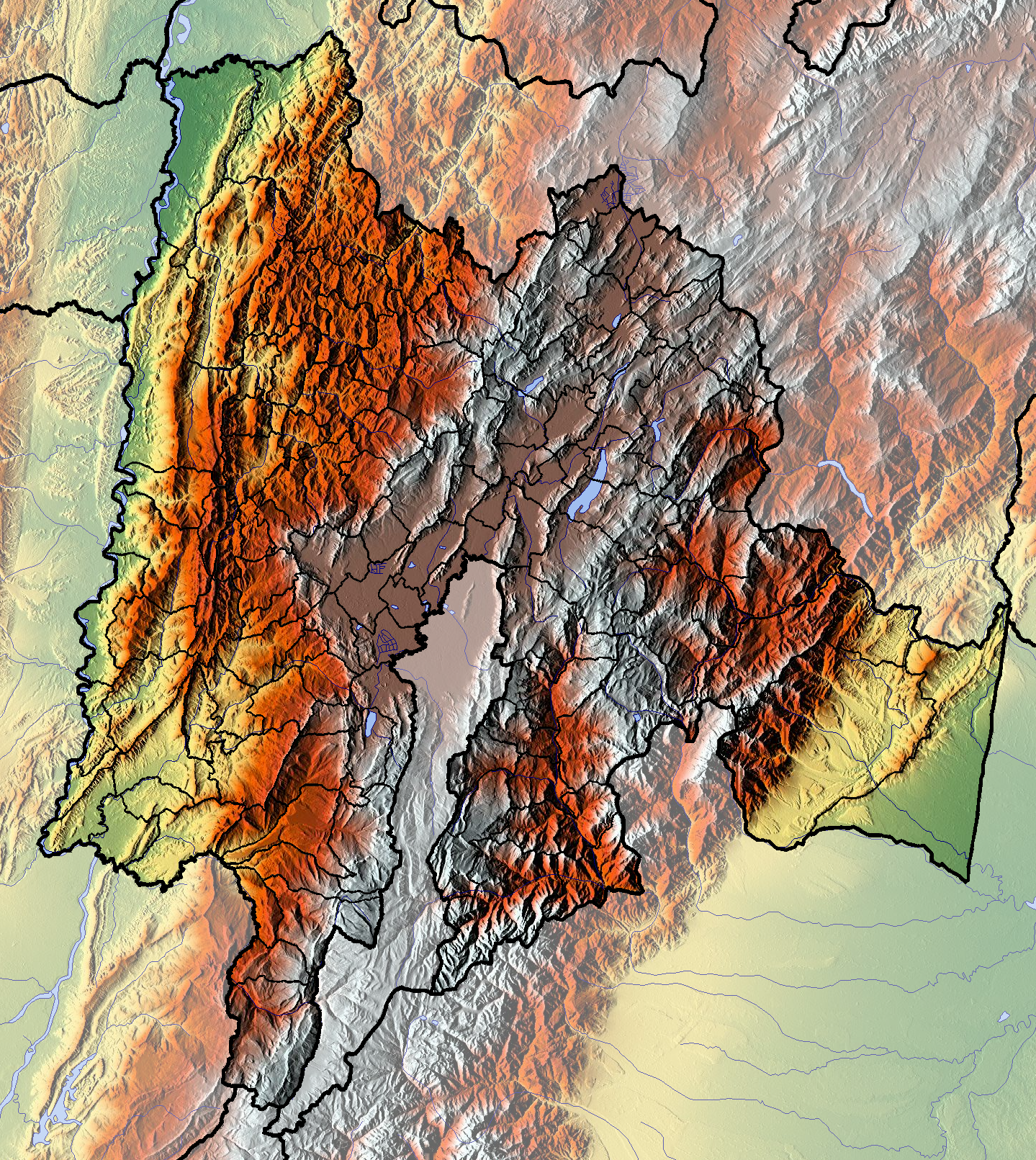
Carte topographique du Cundinamarca.

Le département de Cundinamarca est situé au centre de la Colombie. Il est bordé au nord par le département de Boyacá, à l'est et au sud-est par celui de Meta, à l'ouest par ceux de Caldas et Tolima et à l'extrême sud par celui de Huila. Au centre du département se trouve le District Capital de Bogotá, qui ne fait juridiquement pas partie du département.
Le relief est marqué par la cordillère Orientale des Andes colombiennes, qui traverse le département du nord au sud.
À l'ouest se trouve la vallée du río Magdalena, qui sur une partie de son cours sert de frontière naturelle, tandis que le río Bogotá, un de ses affluents, traverse le département du nord-est au sud-ouest.

### Climat
En raison de l'altitude, le climat du département est principalement montagnard.
| Mois                              | jan. | fév. | mars | avril | mai | juin | jui. | août | sep. | oct. | nov. | déc. |
| --------------------------------- | ---- | ---- | ---- | ----- | --- | ---- | ---- | ---- | ---- | ---- | ---- | ---- |
| Température minimale moyenne (°C) | 3    | 5    | 6    | 7     | 8   | 8    | 8    | 7    | 7    | 7    | 7    | 6    |
| Température maximale moyenne (°C) | 20   | 19   | 18   | 18    | 18  | 18   | 17   | 17   | 17   | 17   | 18   | 19   |
| Précipitations (mm)               | 58   | 66   | 102  | 147   | 114 | 61   | 51   | 56   | 61   | 160  | 119  | 66   |

### Découpage territorial
- Almeidas 
  - Chocontá
  - Machetá
  - Manta
  - Sesquilé
  - Suesca
  - Tibirita
  - Villapinzón
- Alto Magdalena
  - Agua de Dios
  - Girardot
  - Guataquí
  - Jerusalén
  - Nariño
  - Nilo
  - Ricaurte
  - Tocaima
- Bajo Magdalena
  - Caparrapí
  - Guaduas
  - Puerto Salgar
- Gualivá 
  - Albán
  - La Peña
  - La Vega
  - Nimaima
  - Nocaima
  - Quebradanegra
  - San Francisco de Sales
  - Sasaima
  - Supatá
  - Útica
  - Vergara
  - Villeta
- Guavio 
  - Gachalá
  - Gachetá
  - Gama
  - Guasca
  - Guatavita
  - Junín
  - La Calera
  - Ubalá
- Magdalena Centro
  - Beltrán
  - Bituima
  - Chaguaní
  - Guayabal de Síquima
  - Pulí
  - San Juan de Rioseco
  - Vianí
- Medina 
  - Medina
  - Paratebueno
- Oriente 
  - Cáqueza
  - Chipaque
  - Choachí
  - Fómeque
  - Fosca
  - Guayabetal
  - Gutiérrez
  - Quetame
  - Ubaque
  - Une
- Rionegro 
  - El Peñón
  - La Palma
  - Pacho
  - Paime
  - San Cayetano
  - Topaipí
  - Villagómez
  - Yacopí
- Sabana Centro
  - Cajicá
  - Cogua
  - Chía
  - Gachancipá
  - Nemocón
  - Sopó
  - Tabio
  - Tenjo
  - Tocancipá
  - Zipaquirá
- Sabana Occidente
  - Bojacá
  - Cota
  - El Rosal
  - Facatativá
  - Funza
  - Madrid
  - Mosquera
  - Subachoque
  - Zipacón
- Soacha 
  - Sibaté
  - Soacha
- Sumapaz 
  - Arbeláez
  - Cabrera
  - Fusagasugá
  - Granada
  - Pandi
  - Pasca
  - San Bernardo
  - Silvania
  - Tibacuy
  - Venecia
- Tequendama 
  - Anapoima
  - Anolaima
  - Apulo
  - Cachipay
  - El Colegio
  - La Mesa
  - Quipile
  - San Antonio del Tequendama
  - Tena
  - Viotá
- Ubaté 
  - Carmen de Carupa
  - Cucunubá
  - Fúquene
  - Guachetá
  - Lenguazaque
  - Simijaca
  - Susa
  - Sutatausa
  - Tausa
  - Ubaté

Provinces du département de Cundinamarca.

Municipalités du département de Cundinamarca.

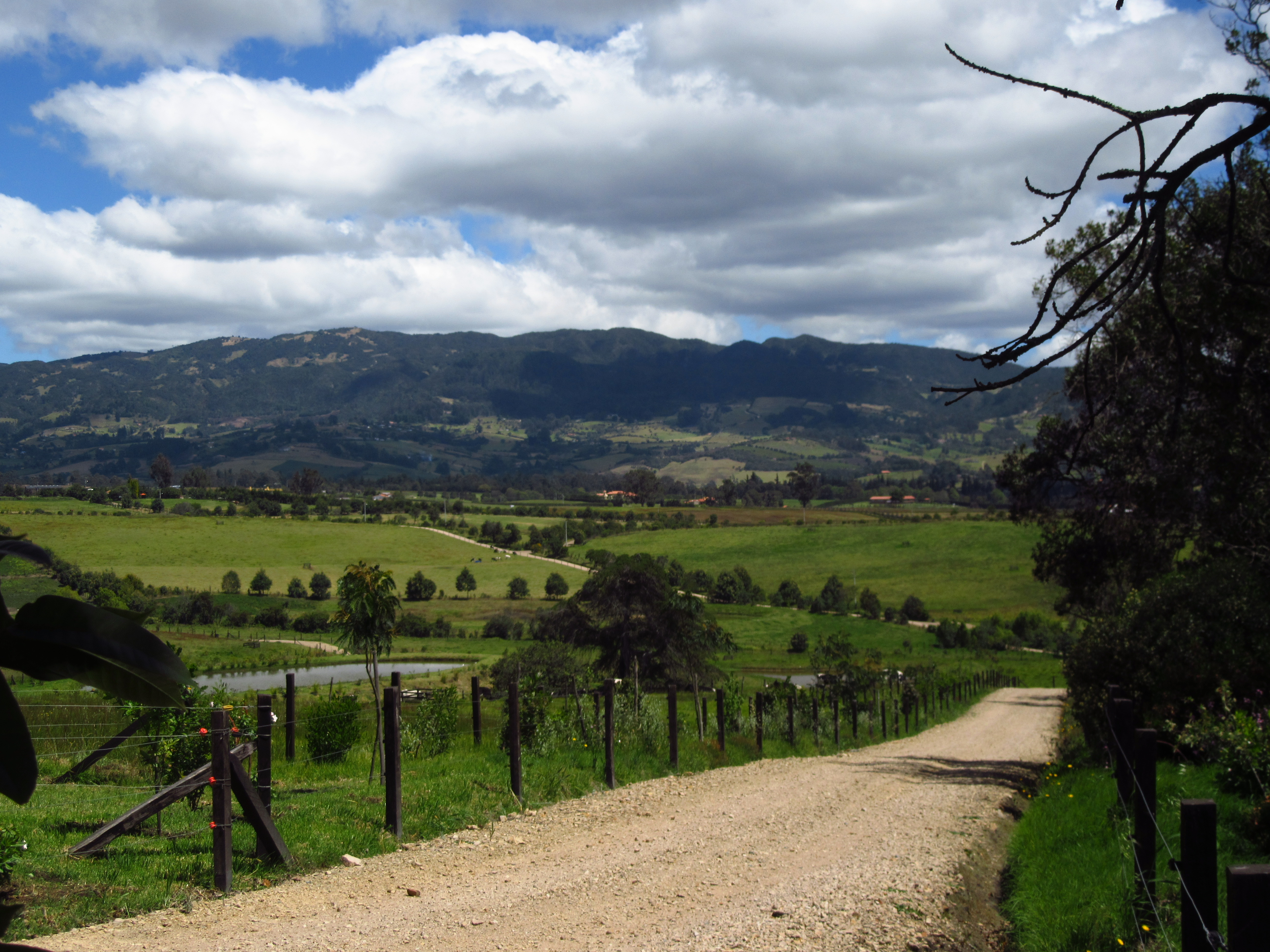
Vue de la vallée de Subachoque.

- Bogota (Distrito Capital découpé en 20 localidades)

## Démographie

### Population
| 1985      | 1990      | 1995      | 2000      | 2005      | - |
| --------- | --------- | --------- | --------- | --------- | - |
| 1 563 498 | 1 717 131 | 1 872 627 | 2 076 798 | 2 280 037 | - |

### Ethnographie
Selon le recensement de 2005, 0,3 % de la population du département de Cundinamarca se reconnaît comme étant "indigène", c'est-à-dire descendant d'ethnies amérindiennes et 3,4 % se définit comme afro-colombiennne,.